# Clarksdale (Misuri)
Clarksdale es una ciudad ubicada en el condado de DeKalb en el estado estadounidense de Misuri. En el Censo de 2010 tenía una población de 271 habitantes y una densidad poblacional de 322,94 personas por km².

## Geografía
Clarksdale se encuentra ubicada en las coordenadas 39°48′50″N 94°33′3″O / 39.81389, -94.55083. Según la Oficina del Censo de los Estados Unidos, Clarksdale tiene una superficie total de 0.84 km², de la cual 0.84 km² corresponden a tierra firme y (0%) 0 km² es agua.

## Demografía
Según el censo de 2010, había 271 personas residiendo en Clarksdale. La densidad de población era de 322,94 hab./km². De los 271 habitantes, Clarksdale estaba compuesto por el 98.89% blancos, el 0% eran afroamericanos, el 0.37% eran amerindios, el 0% eran asiáticos, el 0% eran isleños del Pacífico, el 0% eran de otras razas y el 0.74% pertenecían a dos o más razas. Del total de la población el 1.48% eran hispanos o latinos de cualquier raza.